# شكري العقيدي
شكري العقيدي (1929 - 4 تشرين الثاني/نوفمبر 2012 )، ممثل ومخرج عراقي. وهو والد الفنانة سوسن شكري.

## روابط خارجية
- شكري العقيدي على موقع قاعدة بيانات الأفلام العربية